# Queijas (España)
Queijas (llamada oficialmente Santa María de Queixas) es una parroquia y una aldea española del municipio de Cerceda, en la provincia de La Coruña, Galicia.

## Entidades de población
Entidades de población que forman parte de la parroquia:
- A Capela
- Abelleira (A Abelleira)
- Astande
- Barroso (O Barroso)
- Boedo (O Boedo)
- Calvario (O Calvario)
- Casaldalbre
- Cima Abaixo
- Cima Arriba
- Cruceiro (O Cruceiro)
- Lagoa (A Lagoa)
- Lodeiro (O Lodeiro)
- Nespereira (A Nespereira)
- O Grixario
- Pau do Lobo (O Pao do Lobo)
- Pedregal (O Pedregal)
- Penzo (O Penzo)
- Portobrea
- Portofranco (O Portofranco)
- Queixas
- Recegulfe
- Redondelo (O Redondelo)
- Sabugueiro (O Sabugueiro)
- San Vicenzo
- Telleiro (O Telleiro)
- Tourío
- Ubal (O Uval)
- Vilar de Queijas[6] (O Vilar de Queixas)
- Vilarbello (O Vilarvello)
- Virís

## Demografía

### Parroquia
| Gráfica de evolución demográfica de Queijas (parroquia) entre 2000 y 2019 |
|                                                                           |
| Datos según el nomenclátor publicado por el INE.                          |

### Aldea
| Gráfica de evolución demográfica de Queixas (aldea) entre 2000 y 2019 |
|                                                                       |
| Datos según el nomenclátor publicado por el INE.                      |